# Исходное
Исходное (до 1948 года Ингиз, крымскотат. İngiz) — исчезнувшее село на территории городского округа Армянск Республики Крым (согласно административно-территориальному делению Украины — Армянского горсовета Автономной Республики Крым), располагавшееся на севере округа и Перекопского перешейка, примерно в 3 километрах севернее современного села Перекоп.

## История
Первое документальное упоминание селения встречается в Списке населённых пунктов Крымской АССР по Всесоюзной переписи 17 декабря 1926 года, согласно которому на хуторе Ингизы Армяно-Базарского сельсовета (в котором селение состояло всю дальнейшую историю) Джанкойского района, числилось 2 двора и 4 жителя, все украинцы. Постановлением ВЦИК «О реорганизации сети районов Крымской АССР» от 30 октября 1930 года был вновь создан Ишуньский район (в 1937 году переименованный в Красно-Перекопский) и село включили в его состав. В довоенное время селение располагалось немного западнее и, судя по карте 1941 года, это был кормхоз.
С 25 июня 1946 года Ингиз в составе Крымской области РСФСР. Указом Президиума Верховного Совета РСФСР от 18 мая 1948 года, Ингиз переименовали в Исходное. 26 апреля 1954 года Крымская область была передана из состава РСФСР в состав УССР. Постановлением Верховного Совета Крыма № 867-1 от 4 июля 1996 года, село было включено в состав внвь образованного Армянского горсовета. Упразднено 1 апреля 1997 года.